# 782
Раннє Середньовіччя. У Східній Римській імперії триває правління Костянтина VI при регентстві Ірини Афінської. Карл Великий править Франкським королівством. Північ Італії належить Франкському королівству, Рим і Равенна під управлінням Папи Римського, герцогства на південь від Римської області незалежні, деякі області на півночі та на півдні належать Візантії. Піренейський півострів, окрім Королівства Астурія, займає Кордовський емірат. В Англії триває період гептархії. Центр Аварського каганату лежить у Паннонії. Існують слов'янські держави: Карантанія та Перше Болгарське царство.
Аббасидський халіфат займає великі території в Азії та Північній Африці. У Китаї править династія Тан. В Індії почалося піднесення імперії Пала. У Японії триває період Нара. Хазарський каганат підпорядкував собі кочові народи на великій степовій території між Азовським морем та Аралом. Територію на північ від Китаю займає Уйгурський каганат.
На території лісостепової України в VIII столітті виділяють пеньківську й корчацьку археологічні культури. У VIII столітті тривало швидке розселення слов'ян. У Північному Причорномор'ї співіснують різні кочові племена, зокрема булгари, хозари, алани, авари, тюрки, кримські готи.

## Події
- Вождь саксів Відукінд у союзі з білими сербами завдав поразки франкам у Саксонії.
- Франський король Карл Великий організував Верденську різанину — страту 4500 саксонських бунтівників.
- Саксонія поділена на графства.
- Карл Великий запросив ученого ченця Алкуїна до свого двору. Він також затримав у себе на 4 роки Павла Диякона, зобов'язавши його навчати чиновників грецької мови.
- Араби здобули перемогу над візантійцями в Анатолії. Ірина Афінська зобов'язана виплачувати їм щорічно 160 тис. номізм.